# 无字证明
无字证明（英語：proof without words）是指仅用图像而无需文字解释就能不证自明的数学命题。由于其不证自明的特性，这种证明方式被认为比严格的数学证明更为优雅与有条理。无字证明通常只是用图像来说明一个证明中的特例，因而需要推广才能构成完整的证明。

奇数之和定理的无字证明

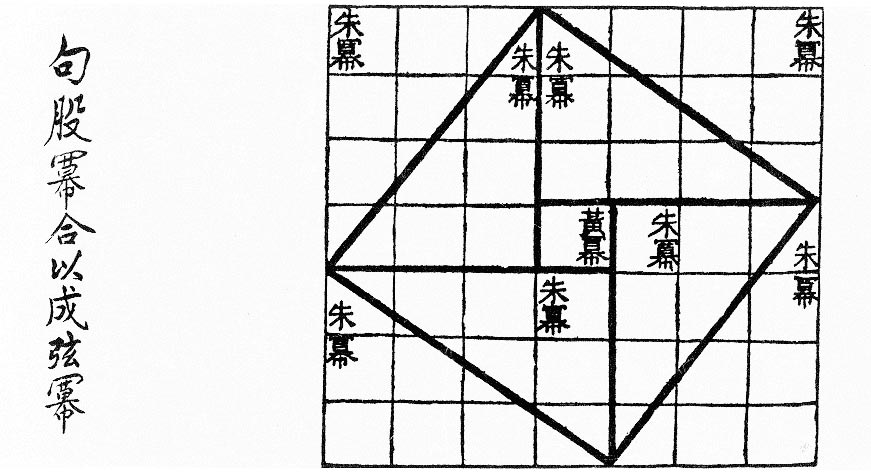
《周髀算经》中勾股定理的无字证明

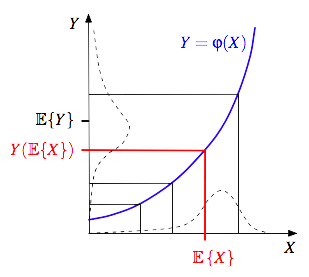
延森不等式的无字证明

## 示例

### 奇数之和
从1至2n-1之间的所有奇数之和为平方数n2的无字证明如右图所示。第一个正方形由一个方块组成，即1为首个平方数。之后增加3个白色方块以组成第二个正方形，总共有4个方块，即4为第二个平方数。之后再增加5个黑色方块组成下一个平方数9，并以此类推。

### 勾股定理
勾股定理可以由右边第二张图（出自《周髀算经》）进行证明。通过两种不同的方法计算大的正方形的面积可以得到
{\displaystyle a^{2}+b^{2}=c^{2}\,}
虽然没有上一个例子那么明显，但也可以看作是无字证明。

### 延森不等式
延森不等式可由右边第三张图加以证明。沿X轴的点曲线为X的假想分布，沿Y轴的点曲线则为相应的Y的分布。可以看到随着X值的增大，凸映射Y(X)使得分布不断地“延长”。

## 其他範例
- 證明{\displaystyle \tan {\frac {x}{2}}={\frac {\sin x}{1+\cos x}}}，其中{\displaystyle 0<x<90^{\circ }}
- 證明二元算幾不等式{\displaystyle {\frac {a+b}{2}}\geq {\sqrt {ab}}{}}[6]
- 證明二元算幾不等式{\displaystyle {\frac {a+b}{2}}\geq {\sqrt {ab}}{}}[6]
- 證明在歐氏幾何中，任意三角形內角和為180°
- 證明幾何級數{\displaystyle {\frac {1}{4}}+{\frac {1}{16}}+{\frac {1}{64}}+\cdots ={\frac {1}{3}}}